# Konzerthalle im Steinfurter Bagno

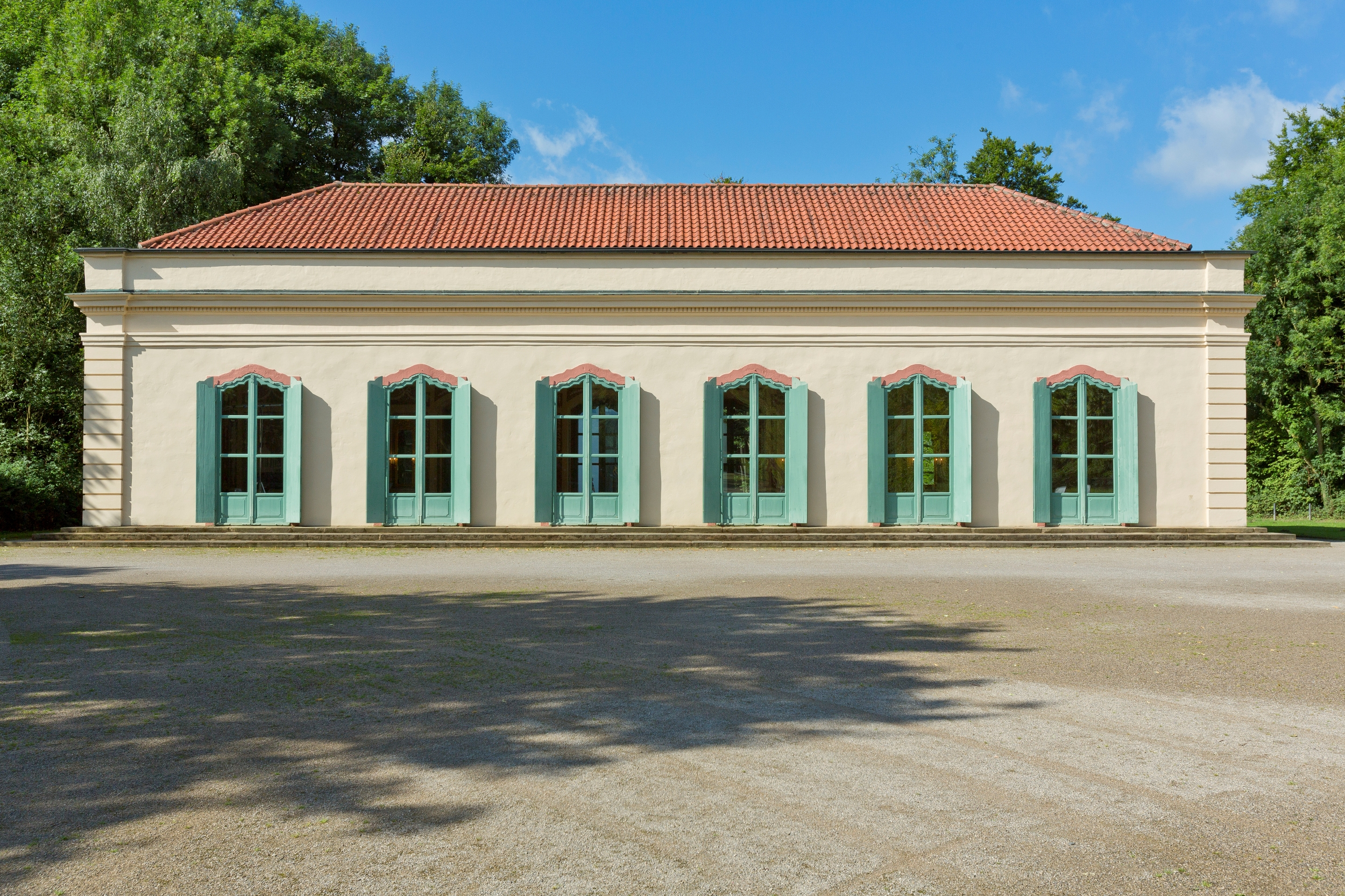
Bagno Konzertgalerie Steinfurt, Außenansicht

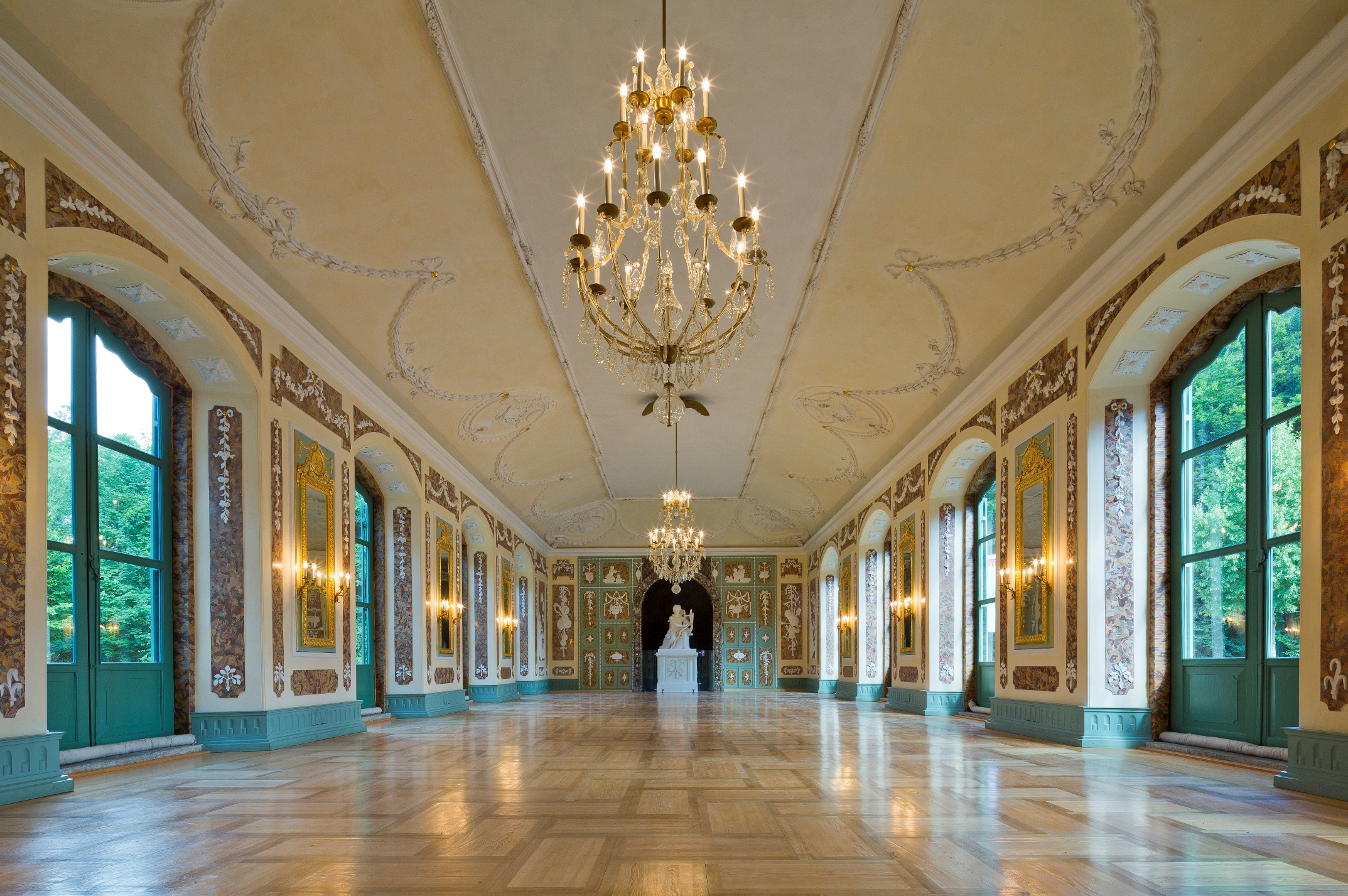
Bagno Konzertgalerie Steinfurt, Innenansicht

Die Konzerthalle im Steinfurter Bagno, auch unter dem Namen Bagno Konzertgalerie Steinfurt bekannt, ist ein seit 1986 denkmalgeschütztes Gebäude im Bagno, einer bedeutenden Parkanlage bei Burgsteinfurt, einem Ortsteil von Steinfurt im Kreis Steinfurt (Nordrhein-Westfalen). Das wohl 1774 vollendete Gebäude ist einer der ältesten erhaltenen freistehenden Konzertsäle in Europa.  Zur Blütezeit im 18. Jahrhundert unterhielt Graf Karl eine Hofkapelle mit 35 Sängern und Instrumentalisten.

## Geschichte und Architektur

### Geschichte
Der Reichsgraf Karl Paul Ernst von Bentheim-Steinfurt veranlasste ab 1765 die Anlage eines französischen Gartens im Hochwald südöstlich des Residenzschlosses. 1780 übernahm der Graf Ludwig von Bentheim-Steinfurt die Regierung und führte die modernen Ideen der englischen Gärten ein. Der genaue Zeitpunkt des Baubeginns der Konzerthalle ist nicht überliefert. In einem Bericht von Karl Georg Döhmann aus der Zeit um 1907 wird erwähnt: „1774 erhält das Gebäude eine Dachbalustrade mit 12 Figuren und 12 Vasen.“ Daraus wurde eine Fertigstellung im Jahr 1774 geschlossen.
Das Gebäude erhielt schon 1786 eine neue, höhere Dachbalustrade mit zwölf Figuren und Vasen; die alte Balustrade wurde von einem Sturm zerstört. Ebenfalls im Jahr 1786 wurden 36 ionische Pilaster aus Holz und Gips an den Fassaden angebracht. Drei Treppenstufen wurden 1799 um das Gebäude verlegt. Die Ansicht aus der Zeit um 1787 wurde in drei Kupferstichen dokumentiert, die von dem königlich französischen Hoflithographen Le Rouge angefertigt wurden. Die Vorzeichnungen stellte der gräfliche Baudirektor Friedrich Schatzmann zur Verfügung. Die Quellenlage zu den Architekten und den Künstlern, die bei der Ausgestaltung tätig waren, ist mehr als dürftig. Ein gräflicher Oberforstmeister und Baudirektor Johann Joest von Loen bezeichnet sich 1774 in einem Abschiedsgesuch „als verantwortlich für die Anlage des ganzen Bagnon“. Loen, ein entfernter Verwandter Goethes, gilt als bauleitender Architekt, hat aber nicht unbedingt auch den Bauplan erstellt. Möglicherweise hat Graf Karl die Pläne für die Konzerthalle aus Paris mitgebracht.
Im Zuge der Mediatisierung der Grafschaft nahm ab 1806 die kurze Blütezeit des Bagnos ein Ende. Die Grafschaften Steinfurt und Bentheim wurden dem Großherzog von Berg, einem Schwager Napoleons, übereignet. Der ehemalige Landesherr, Graf Ludwig von Bentheim-Steinfurt, bekam als Entschädigung für den Verlust 1817 vom König von Preußen den Fürstentitel verliehen. Die Pflege wurde vernachlässigt und die leicht gebauten und somit reparaturanfälligen Gebäude wurden nicht mehr genutzt und verfielen langsam.
Für die Konzerthalle sind für das 19. Jahrhundert vereinzelte Reparaturmaßnahmen belegt. Die Dachbalustrade wurde durch eine Umfassungsmauer in Form einer Attika ersetzt, die mit Sandsteinplatten abgedeckt wurde. Diese Abdeckung war 1989 noch vorhanden. In einem Beleg aus dem Jahre 1867 erwähnte der fürstliche Baumeister A. Niehus: „Dem Concertsall fehlt nothwendig das Dach von neuem mit schwarzen Dachziegeln einzudecken.“ Er hielt auch eine neue Verputzung des Gesimses für nötig. Die Türen der Konzertgalerie wurden 1877 neu angestrichen. Die Räume wurden nur noch sehr selten für Veranstaltungen genutzt und die Bausubstanz verfiel mehr und mehr. Albert Ludorff fotografierte die Halle 1896, auf den Bildern sind deutliche Durchfeuchtungsschäden und Risse erkennbar.
Einzelne Teile des Deckenverputzes lösten sich 1911 ab, die Wasserleitung wurde 1919 abgestellt. Die Fontäne vor dem Haus und die Wasserkunst hatten keine Wasserversorgung mehr. Die Gebäude rund um die Halle wurden teilweise nach und nach abgebrochen. Die Konzerthalle wurde vom Abbruch verschont, weil 1924 die Allgemeine Bürger-Schützen-Gesellschaft das Recht zur Nutzung für ihre Schützenfeste erhielt. Bedingung war die Instandsetzung des Innenraums, das Fürstenhaus reparierte das Dach und die Außenwände. Die Wiederinstandsetzungskommission wurde von Prinzessin Victoria zu Bentheim und Steinfurt beraten, sie war für das Bauwesen zuständig. Der für Schützenfeste notwendige Schießplatz wurde dem Gebäude gegenüber eingerichtet. Schon 1929 wurden neue Ausbesserungsarbeiten im Innenraum nötig, der Deckenputz und die Stuckarbeiten waren teilweise heruntergefallen. Bis 1936 wurden die Türen, die Decken und der Stuck an den Wänden renoviert. Bis zum Beginn des Zweiten Weltkriegs wurde die Bausubstanz zusehends schlechter, der Vertrag mit den Schützen lief 1944 aus.
Nach dem Zweiten Weltkrieg wurden die Räumlichkeiten als Lagerhalle (unter anderem als Tabaklager für die Firma Rotmann) genutzt oder standen auch leer. Zeitweise wurden hier die Boote des Bagnosees gelagert, der Innenraumschmuck verfiel zum großen Teil. Das Dach wurde von 1951 bis 1952 repariert, der Außenputz wurde bis 1955 erneuert. Eine grundlegende Sanierung wurde ab 1964 vorgenommen, dabei wurde 1967 das Mauerwerk saniert und die Gesimse abgedichtet. Die Arbeiten wurden 1969 wieder eingestellt und erst 1985 abgeschlossen.
Johannes Rau, der damalige Ministerpräsident des Landes Nordrhein-Westfalen und späterer Bundespräsident besuchte 1984 die Konzerthalle und erklärte am 26. Oktober 1984: „Das Land ist grundsätzlich förderungsbereit.“ Seit 1986 nahm sich der neugegründete Förderverein Konzertgalerie Steinfurt e. V. der Halle an. Ziel ist die Förderung der Restaurierung des historischen Gebäudes. Die grundsätzliche Renovierung wurde mit Unterstützung der Deutschen Stiftung Denkmalschutz, mit einer Einweihungsfeier im Jahr 1997, bis auf die Grotten abgeschlossen. Die Stuckdekorationen wurden aufwendig im Stil Louis-seize restauriert. Es wurde auch ein flexibler Verbindungsgang zwischen Halle und Foyergebäude gebaut. Eine Kopie der Apollo-Statue, die früher in der Ofengrotte stand, soll als nächstes Ziel aufgestellt werden. Der Eigentümer des Bagnos, Fürst zu Bentheim und Steinfurt, räumte 1977 der Stadt ein Erbbaurecht für den Bereich um die Konzerthalle ein. Der Bagnopark wurde nach der Renovierung der Konzerthalle in das Landesprogramm Regionale 2004 aufgenommen, die Renovierung der Halle war Voraussetzung für die Aufnahme.

### Baubeschreibung
Der Konzertsaal wurde nach dem Vorbild der Schlossgalerie Grand Trianon im Park von Versailles gebaut; er wurde Grande Galerie pour les concerts genannt. Sie gilt als die älteste freistehende Konzerthalle auf dem europäischen Kontinent. Das Innere wirkt durch aufwendige Stuckarbeiten im Stil des Louis XVI, verzierte Spiegelwände und Spiegel an den Decken einzigartig.
Das Gebäude ist ein eingeschossiger, rechteckiger verputzter Bau, der mit einem Walmdach gedeckt ist. Er ist 28,60 Meter lang und 9,70 Meter breit. Er wurde von 1773 bis 1774 als eines der bedeutendsten Gebäude des Bagnos errichtet. Die Gebäudeecken sind mit Quaderputz aufgewertet, die Längswände sind durch je sechs Türen gegliedert, deren Gewände aus Werkstein gefertigt wurden. Die Türen sind durch drei um den gesamten Bau umlaufende Stufen erschlossen. Der Architrav des Gesimses, der Fries und das Kranzgesims sind ebenfalls in Werkstein gehalten. Die Fassaden sind derzeit weitgehend schmucklos. Der Bau entspricht in seinem Erscheinungsbild nicht mehr der ursprünglichen Ausführung.
Der Saal bietet Platz für etwa 250 Zuhörer, allerdings kann durch Öffnung der zwölf Fenstertüren die Galerie großräumig unter Einbeziehung des umgebenden Parks erweitert werden. Dieser Vorteil wird auch bei Promenadenkonzerten genutzt. Diese Symbiose zwischen Musik und Natur war 1774 bei der Planung gewollt. Daraus erklärt sich auch das Fehlen anderer Nebenräume. Die Halle ist einer der frühesten Vertreter des Klassizismus in Deutschland. Der Gartenprofessor Christian Cay Lorenz Hirschfeld beschrieb 1792 Bagno und Halle:

„Von da führet ein wellenförmiger Weeg in den Zugang zu dem Haupt Platz, wo sich eine zu Concerten und Bällen bestimte große Gallerie von Jonischer Ordnung glänzend darstelt, in welcher nebst andern architectonischen Verzirungen auf Gips Marmor, zwey Grotten von den lebhaftesten Corallen und Muschelen sich vortheilhaft auszeichnen.“

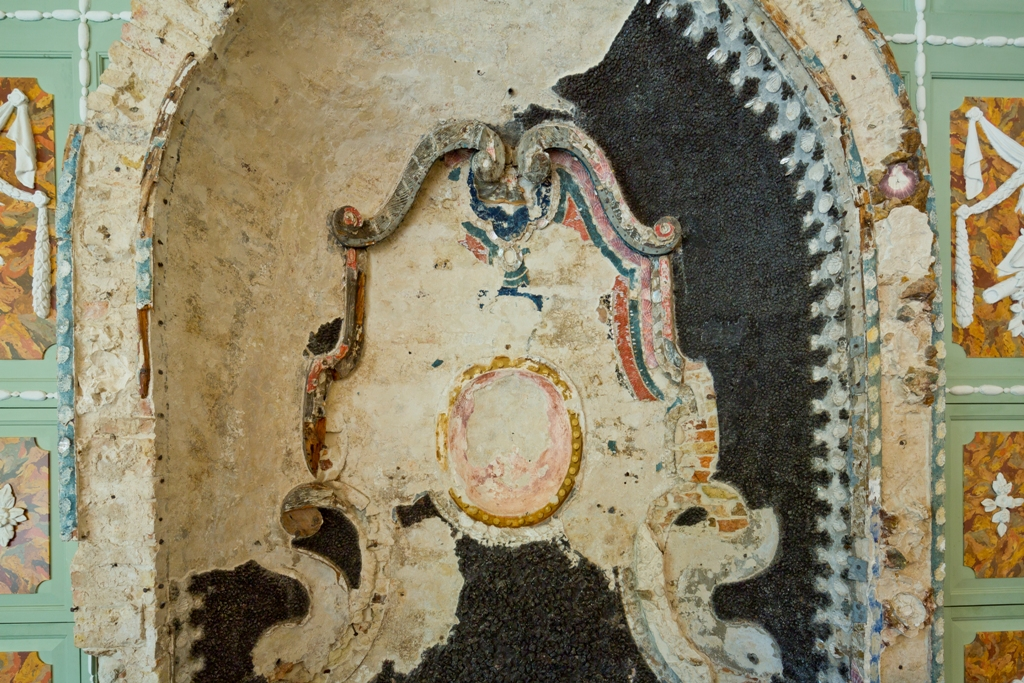
Bagno Konzertgalerie Steinfurt, Muschelbrunnen

Im Innenraum wurde Parkettfußboden verlegt. Die Pfeiler sind mit Tafeln aus dunklem Stuckmarmor, einem Kunstmarmor aus gefärbter Stuckmasse, belegt. Darin sind hohe Spiegel eingelassen. Die Tafeln sind von Dekorelementen aus Stuck umgeben, Blumengirlanden und Ranken mit Blättern herrschen vor. Halbrunde, grottenähnliche Muscheln betonen die Schmalseiten. Sie sind reich mit natürlichen Elementen wie Schneckenhäuser und Muschelschalen und auch mit Kieseln und Mineralien verziert. Die Trophäen seitlich neben den Grotten zeigen unter anderem Musikinstrumente, Kunstmalerzubehör und Bildhauerutensilien, sie sollen das Interesse des Bauherrn an den verschiedenen Kunstformen dokumentieren. Die Entwürfe des französischen Architekten Jean Charles Delafosse, die häufig publiziert wurden, dienten als Vorlage.

#### Grotten
Eine Besonderheit war die äußerst filigrane Ausführung der beiden Grotten an den Schmalwänden. Von einem Besucher aus Holland ist folgende Beschreibung überliefert:

„Am oberen Ende des Saales steht Apollo mit der Harfe auf einem Sockel, der zugleich als Ofen dient, während am untern Ende eine Nische angebracht ist, deren Wände mit Korallen und Muscheln und dazwischen hervorlugenden Köpfen von Wasservögeln verziert sind. Ein Mannskopf mit geöffnetem Munde überschaut das Ganze; ferner entdeckt man auch zwei Delphine und auf dem Boden einige Frösche aus Blei. Wenn man nun diese wunderliche und fremdartige Nische hinreichend besehen hat, verschwindet der Cicerone (Fremdenführer) und öffnet den verborgenen Hahn einer Wasserleitung: dann speit alles an der Nische, was nur einen Mund hat, und sogar die bleiernen Frösche tun ihr Bestes und speien Wasserstrahlen.“

In der Mitte des 19. Jahrhunderts waren sowohl die Brunnen- als auch die Ofengrotte noch in ihrer ursprünglichen Rokokoarchitektur erhalten, davon sind nur noch Fragmente zu sehen. Adolf Ludorff hinterließ zwei 1896 gemachte Fotografien, aus denen die kunstvolle Architektur im Detail zu erkennen ist. Das Westfälische Amt für Denkmalpflege in Münster ließ die Grotten 1985 untersuchen und gewann wichtige Erkenntnisse in Bezug auf die verwendeten Materialien. Nach einer im Jahr 2000 der FH Köln vorgelegten Semesterarbeit ist eine Restaurierung der Brunnengrotte nur unter dem vollkommenen Verlust der noch vorhandenen Fragmente möglich.

## Heutige Nutzung
Seit der umfassenden Renovierung, die 1997 abgeschlossen wurde, wird die historische Konzerthalle unter dem Namen Bagno Konzertgalerie Steinfurt wieder für eine Fülle an Konzerten mit teilweise weltbekannten Künstlern genutzt.
Ilse Brusis weihte die Konzertgalerie am 10. Oktober 1997 offiziell ein. Das erste Konzert gab das Tokyo String Quartet. Seitdem wird der Konzertsaal, der über einen großen Steinway-Konzertflügel verfügt, umfangreich genutzt.
Berühmte Musiker, die hier Konzerte gaben, sind u. a. Cellist Mstislaw Rostropowitsch, die Geiger Viktoria Mullova und Daniel Hope, das Tokyo String Quartet, das Beaux Arts Trio mit Pianist Menahem Pressler, Klarinettistin Sabine Meyer, die Sängerinnen Edita Gruberová, Vesselina Kasarova und Barbara Hendricks, die Pianisten Homero Francesch, Elisabeth Leonskaja und Gerhard Oppitz sowie der Cembalist Gustav Leonhardt.
Als Orchester gastierten u. a. Festival Strings Lucerne unter der Leitung von Rudolf Baumgartner, l’arte del mondo unter Werner Ehrhardt, das Boston Symphony Chamber Players und das Oktett der Academy of St Martin in the Fields im Bagno-Konzertsaal.
Veranstalter der Meisterkonzerte in der Bagno Konzertgalerie ist der Bagno-Kulturkreis Steinfurt e. V., dessen künstlerischer Leiter über zwanzig Jahre hinweg Josef Schwermann war. Seit 2015 ist Matthias Schröder künstlerischer Leiter des Bagno.